# Slavko Kalezić
Slavko Kalezić (ur. 4 października 1985 w Titogradzie) – czarnogórski piosenkarz. Reprezentant Czarnogóry w 62. Konkursie Piosenki Eurowizji (2017).

## Życiorys
Studiował na Wydziale Dramatycznym Uniwersytetu Czarnogóry. Biegle mówi w czterech językach: po czarnogórsku, angielsku, francusku i hiszpańsku.
W czasie studiów został członkiem Zespołu Czarnogórskiego Teatru Narodowego. Na rynku fonograficznym zadebiutował w 2011 singlem „Muza”. W 2013 wziął udział w przesłuchaniach do pierwszej edycji programu X Factor Adria. W 2014 wydał debiutancki album studyjny pt. San o vječnosti, który promował singlami: „Krivac”, „Feel the Music” i „Freedom”. W maju 2017, reprezentując Czarnogórę z utworem „Space”, zajął 16. miejsce w półfinale 62. Konkursu Piosenki Eurowizji w Kijowie. W lipcu wziął udział w przesłuchaniach do 14. sezonu brytyjskiej wersji programu X Factor. W kwietniu 2020 wystąpił w pierwszym odcinku projektu Eurovision Home Concerts.

## Życie prywatne
Jest wegetarianinem.

## Dyskografia

### Albumy studyjne
- San o vječnosti (2014)